# Mouvement créditiste au Québec
Le mouvement créditiste au Québec a été constitué de plusieurs partis politiques défendant l'idéologie du crédit social. Il a été actif des années 1960 jusqu'aux années 1980.
Au niveau politique, le mouvement a été représenté principalement par deux partis politiques : le Ralliement créditiste sur la scène fédérale et le Ralliement créditiste du Québec sur la scène provinciale.

## Partis politiques provinciaux
Deux partis politiques créditistes font leur apparition sur la scène provinciale québécoise à la fin des années 1960 et au début des années 1970.
Le 25 janvier 1970, le Ralliement créditiste fédéral établit le Ralliement créditiste du Québec en tant qu'aile provinciale afin de participer aux prochaines élections provinciales. Camil Samson est président et chef du nouveau parti.
Jean-Paul Poulin, un voyageur de commerce, en désaccord avec la manière dont Réal Caouette dirigeait le Ralliement créditiste fédéral décide de fonder son propre parti : décide de fonder un parti provincial, le Parti crédit social uni. Le parti présente des candidats à l'élection partielle du 8 octobre 1969 sans succès.
À l'élection générale d'avril 1970, le Ralliement créditiste du Québec tire profit du déclin de l'Union nationale et réussit une percée modeste, remportant 12 sièges à l'Assemblée nationale ainsi que 11,2 % des voix. Le Parti crédit social uni ne présente qu'un seul candidat, défait. Le PCSU disparaîtra par la suite.
En 1972, le Ralliement créditiste du Québec est aux prises avec de graves conflits internes. Le 13 février, faisant face à une rébellion au sein de son parti, Camil Samson démissionne du poste de chef et une course à l'investiture est planifiée. Armand Bois, député de Saint-Sauveur, est désigné chef par intérim le 21 février. Le 16 mars, Camil Samson, déjà déchu de son poste de chef, est éjecté du parti par neuf des députés créditistes (organisés par Armand Bois) pour avoir critiqué certains membres du caucus et pour son absentéisme lors des réunions du parti. Trois jours plus tard, Samson se déclare donc chef d'un nouveau groupe créditiste et exige d'être reconnu à l'Assemblée en tant que membre du « Ralliement créditiste du Québec enregistré » avec deux autres députés créditistes, Aurèle Audet (Abitibi-Ouest) et Bernard Dumont (Mégantic). Toutefois, le Président de l'Assemblée nationale reconnaît Armand Bois comme chef parlementaire du parti. Le 11 août, Samson, Dumont et Audet réintègrent finalement le Ralliement créditiste du Québec.
Le 4 février 1973, Yvon Dupuis est élu chef du Ralliement créditiste du Québec face à Samson au Colisée de Québec. Le parti est rebaptisé Parti créditiste et Samson est nommé chef parlementaire à l'Assemblée nationale. Le 21 février, Armand Bois, l'ancien chef par intérim, est éjecté du Ralliement créditiste pour avoir déclaré au congrès d'investiture du 4 février que la garde rapprochée d'Yvon Dupuis comptait certains membres du monde criminel de Montréal. Bois siège en tant que député créditiste indépendant jusqu'au 3 octobre ; il s'excuse ensuite pour ses commentaires et demande à être réadmis au parti.
Le Ralliement créditiste perd du galon lors de l'élection de 1973 où seuls deux députés, Fabien Roy et Camil Samson, sont élus à l'Assemblée nationale, bien que le parti remporte 9,9 % des voix à l'échelle de la province. Le chef du Parti, Yvon Dupuis n'est pas élu dans sa circonscription.
À la suite de pressions internes, Dupuis démissionnera finalement comme chef du Ralliement créditiste le 5 mai 1974 et fonde son propre parti, le Parti présidentiel. Ce parti aura une vie éphémère. Dupuis le quitte le 21 octobre 1974 et met fin à sa carrière politique. Le Parti présidentiel fusionne avec l'Union nationale un an plus tard. Le 1er décembre 1974, c'est au tour de l'ancien chef par intérim, Armand Bois de fonder son propre parti créditiste, le Parti réformateur.
Le Parti créditiste subit d'autres divisions. Avant l'élection de 1976, les deux seuls députés du parti à l'Assemblée nationale se séparent. Camil Samson devient chef du parti, et lui redonne, le 11 mai 1975, son nom d'origine : le Ralliement créditiste du Québec. L'autre député, Fabien Roy, est expulsé du parti en novembre 1975. Le 14 décembre, Roy s'alliera à un ancien libéral, Jérôme Choquette, pour former le Parti national populaire sous la direction de Choquette. Le PNP et l'Union nationale, dirigée par Rodrigue Biron, annoncent la fusion de leurs deux partis, mais l'idée est abandonnée par l'Union nationale un mois plus tard.
À l'élection générale de novembre 1976, Camil Samson est le seul député élu du Ralliement créditiste du Québec; le parti remporte 4,63 % du vote populaire dans la province. Le Parti national populaire quant à lui fait élire Fabien Roy et emporte moins de 1 % au niveau national. Son chef, Jérôme Choquette est défait.
La Ralliement créditiste du Québec disparaîtra de la scène politique, lorsqu'en 1978, Camil Samson annonce la création d'un nouveau parti : Les démocrates. Le parti est fondé le 12 novembre 1978 par Samson, toujours député, et Pierre Sévigny, ancien ministre progressiste-conservateur à la Chambre des communes du Canada. Le parti est formé de membre du Ralliement créditiste du Québec. Samson est désigné chef du parti et Sévigny, président,. En 1980, le parti changera de nom pour « Parti démocrate créditiste ». Lorsque Camil Samson joint le Parti libéral du Québec, le 2 septembre 1980, le parti est dissous.
Le 13 septembre 1979, le Parti Crédit social du Canada décide d'accréditer son aile québécoise en tant que parti politique provincial[réf. nécessaire] : le Parti crédit social uni est né à nouveau. Le PCSU présente des candidats à l'élection de 1981, l'élection de 1985 et l'élection de 1989, remportant chaque fois moins de 0,1 % des voix.
Partis créditistes provinciaux au Québec
|                                     |                                     |                                     |                                     |                                     |                                     |                                      |                                      |                                      |                                      | Union des électeurs (années 1940)    |                                      |                                                                  |                                                                  |                                                                  |                                                                  |                                                                  |                                                                  |                                |                                |                                |                                |                                |                                |                 |                 |  |  |
|                                     |                                     |                                     |                                     |                                     |                                     |                                      |                                      |                                      |                                      |                                      |                                      |                                                                  |                                                                  |                                                                  |                                                                  |                                                                  |                                                                  |                                |                                |                                |                                |                                |                                |                 |                 |  |  |
| Parti crédit social uni (1969-1971) | Parti crédit social uni (1969-1971) | Parti crédit social uni (1969-1971) | Parti crédit social uni (1969-1971) | Parti crédit social uni (1969-1971) | Parti crédit social uni (1969-1971) |                                      |                                      |                                      |                                      |                                      |                                      | Ralliement créditiste du Québec / Parti créditiste (1970 à 1978) | Ralliement créditiste du Québec / Parti créditiste (1970 à 1978) | Ralliement créditiste du Québec / Parti créditiste (1970 à 1978) | Ralliement créditiste du Québec / Parti créditiste (1970 à 1978) | Ralliement créditiste du Québec / Parti créditiste (1970 à 1978) | Ralliement créditiste du Québec / Parti créditiste (1970 à 1978) |                                |                                |                                |                                |                                |                                |                 |                 |  |  |
| Parti crédit social uni (1969-1971) | Parti crédit social uni (1969-1971) | Parti crédit social uni (1969-1971) | Parti crédit social uni (1969-1971) | Parti crédit social uni (1969-1971) | Parti crédit social uni (1969-1971) |                                      |                                      |                                      |                                      |                                      |                                      | Ralliement créditiste du Québec / Parti créditiste (1970 à 1978) | Ralliement créditiste du Québec / Parti créditiste (1970 à 1978) | Ralliement créditiste du Québec / Parti créditiste (1970 à 1978) | Ralliement créditiste du Québec / Parti créditiste (1970 à 1978) | Ralliement créditiste du Québec / Parti créditiste (1970 à 1978) | Ralliement créditiste du Québec / Parti créditiste (1970 à 1978) |                                |                                |                                |                                |                                |                                |                 |                 |  |  |
|                                     |                                     |                                     |                                     |                                     |                                     | Parti réformateur (1974)             | Parti réformateur (1974)             | Parti réformateur (1974)             | Parti réformateur (1974)             | Parti réformateur (1974)             | Parti réformateur (1974)             |                                                                  |                                                                  |                                                                  |                                                                  |                                                                  |                                                                  | Parti présidentiel (1974-1975) | Parti présidentiel (1974-1975) | Parti présidentiel (1974-1975) | Parti présidentiel (1974-1975) | Parti présidentiel (1974-1975) | Parti présidentiel (1974-1975) |                 |                 |  |  |
|                                     |                                     |                                     |                                     |                                     |                                     | Parti réformateur (1974)             | Parti réformateur (1974)             | Parti réformateur (1974)             | Parti réformateur (1974)             | Parti réformateur (1974)             | Parti réformateur (1974)             |                                                                  |                                                                  |                                                                  |                                                                  |                                                                  |                                                                  | Parti présidentiel (1974-1975) | Parti présidentiel (1974-1975) | Parti présidentiel (1974-1975) | Parti présidentiel (1974-1975) | Parti présidentiel (1974-1975) | Parti présidentiel (1974-1975) |                 |                 |  |  |
|                                     |                                     |                                     |                                     |                                     |                                     |                                      |                                      |                                      |                                      |                                      |                                      |                                                                  |                                                                  |                                                                  |                                                                  |                                                                  |                                                                  |                                |                                |                                |                                |                                |                                |                 |                 |  |  |
|                                     |                                     |                                     |                                     |                                     |                                     | Parti national populaire (1975-1979) | Parti national populaire (1975-1979) | Parti national populaire (1975-1979) | Parti national populaire (1975-1979) | Parti national populaire (1975-1979) | Parti national populaire (1975-1979) |                                                                  |                                                                  |                                                                  |                                                                  |                                                                  |                                                                  |                                |                                | Union nationale                | Union nationale                | Union nationale                | Union nationale                | Union nationale | Union nationale |  |  |
|                                     |                                     |                                     |                                     |                                     |                                     | Parti national populaire (1975-1979) | Parti national populaire (1975-1979) | Parti national populaire (1975-1979) | Parti national populaire (1975-1979) | Parti national populaire (1975-1979) | Parti national populaire (1975-1979) |                                                                  |                                                                  |                                                                  |                                                                  |                                                                  |                                                                  |                                |                                | Union nationale                | Union nationale                | Union nationale                | Union nationale                | Union nationale | Union nationale |  |  |
|                                     |                                     |                                     |                                     |                                     |                                     |                                      |                                      |                                      |                                      |                                      |                                      |                                                                  |                                                                  |                                                                  |                                                                  |                                                                  |                                                                  |                                |                                |                                |                                |                                |                                |                 |                 |  |  |
|                                     |                                     |                                     |                                     |                                     |                                     |                                      |                                      |                                      |                                      |                                      |                                      |                                                                  |                                                                  |                                                                  |                                                                  |                                                                  |                                                                  |                                |                                |                                |                                |                                |                                |                 |                 |  |  |
| Parti crédit social uni (1979-1994) | Parti crédit social uni (1979-1994) | Parti crédit social uni (1979-1994) | Parti crédit social uni (1979-1994) | Parti crédit social uni (1979-1994) | Parti crédit social uni (1979-1994) |                                      |                                      |                                      |                                      |                                      |                                      | Les démocrates / Parti démocrate créditiste (1978-1980)          | Les démocrates / Parti démocrate créditiste (1978-1980)          | Les démocrates / Parti démocrate créditiste (1978-1980)          | Les démocrates / Parti démocrate créditiste (1978-1980)          | Les démocrates / Parti démocrate créditiste (1978-1980)          | Les démocrates / Parti démocrate créditiste (1978-1980)          |                                |                                |                                |                                |                                |                                |                 |                 |  |  |